# 孔祥柯
孔祥柯（1888年7月31日—1921年1月19日），字则君，山东曲阜人，孔子七十五代孙，教育家、政治家、社会活动家。

## 家世
孔祥柯为孔子世家嫡系大宗户八府后裔，其七世祖孔继泂，是袭封衍圣公孔传铎的第三子，孔继泂齿序行八，外建府邸世称八府。 孔祥柯的祖父孔庆霄是八府七十三代长房长孙，孔庆霄次子孔繁淦官至直隶高等审判庭推事，他娶清末学部副大臣、京师大学堂监督劳乃宣的长女劳缃，有七子一女，孔祥柯便是他们的次子。

## 早年
孔祥柯年少时聪颖好学，深受外祖父劳乃宣的钟爱。他随父亲孔繁淦在直隶、江苏、浙江等地接受初等教育，后就读于天津中学，光绪三十二年（1906年）毕业，考入京师译学馆，学习英语。宣统三年（1911年），孔祥柯毕业，获清政府奖给举人出身，任官于北京。在译学馆期间，孔祥柯博览群书，善写政论文章，并广交社会名流与当世政要。
辛亥革命爆发后，孔祥柯辞去官职，回到山东，参与民主革命，任山东高等学堂教务长。1912年，以共和党党员的身份任山东临时省议会议员，1913年3月，被选为山东省议会副议长兼山东高等学校校长、山东省商业学校教授。在省议会中，多次协调国民党和共和党的矛盾，深受两党人员的称誉。 此外，为发展教育，孔祥柯还联合有识之士在济南创办了济南育英中学，自任校长，培育了许多有志之士。
1914年，袁世凯解散各省议会，孔祥柯到北京任职为财政部货币委员会委员，游历直隶、湖北、广东、福建、浙江和江苏等地，调查和研究当时的财政情况。
1915年，因不满袁世凯独裁，孔祥柯辞职回到山东，于次年被任命为山东法政专门学校校长。1916年，袁世凯称帝失败后死去，山东省议会得到恢复，孔祥柯辞去校长职务，参加省议会竞选，再次当选为山东省议会副议长。
1918年，孔祥柯倡议组织了各省议会联盟，承担解决北洋政府和广东军政府之间的政治分歧，期间许多历史性文件有他起草，因抨击军阀，受到迫害和生命威胁，不得不到上海政治避难。

## 巴黎和会
第一次世界大战结束后，1919年在法国召开的巴黎和会上，日本代表提出胶州湾租借地、胶济铁路以及德国在山东的一切权益，均应无条件转让给日本，操纵会议的美英法三国漠视中国的主权和战胜国地位，对日本的要求表示支持。消息传到国内后，为了维护中华民族的利益，收回山东权益和废除日本的二十一条，山东各界公推孔祥柯和许汉章为民间代表，于4月16日从上海启程，直接向中国专使和巴黎和会请愿。孔祥柯抱定“非达到废约目的不回”的决心，到达凡尔赛后，即在会场内外以流畅的外语发表演说，“登坛演论，闻者动容，殊方绝域，报章传载”。这些活动对于维护中国主权、收复青岛等地以及推动国内五四运动的发展，起了积极的作用。
巴黎和会后，孔祥柯先在法国，后至英、美等地进行考察访问，发表演说，深受各国人士的欢迎。欧美华侨为褒扬其爱国热情，给他贈送一副装饰有橄榄枝的插屏。

## 去世
孔祥柯回国后，任经济调查局参议。因工作繁忙，积劳成疾，1920年年初突患阑尾炎，医治无效，病逝于北京，年仅33岁。逝后归葬于孔林祖坟东北，墓碑正中书“孔子七十五代孙则君先生之墓”，为民国二十二年（1933年）孔令甡、孔令秝所立，肖方骏书刻，石碑背面则有“曲阜孔则君碑阴记”。其事迹和照片收录于《世界名人录》。

## 子孙
孔祥柯有二子二女
- 长女孔令刚
- 次女孔令柔
- 长子孔令甡
- 次子孔令秝过继于七弟孔祥达